# Highway (Katja Krasavice)
Highway è un singolo della cantante tedesca Katja Krasavice, pubblicato l'8 gennaio 2021 come quarto estratto dal secondo album in studio Eure Mami.
Il brano vede la partecipazione della cantante tedesca Elif.

## Video musicale
Il video musicale, reso disponibile in concomitanza con l'uscita del singolo, è stato diretto da Alban Selimaj.

## Tracce
Testi di Katja Krasavice e Elif Demirezer, musiche di Aside.
1. Highway (feat. Elif) – 2:44

## Formazione
- Katja Krasavice – voce
- Elif – voce aggiuntiva
- Aside – produzione
- Lex Barkey – mastering

## Successo commerciale
Highway è diventata la prima numero uno delle cantanti nella Offizielle Deutsche Chart dei singoli, diventando la prima collaborazione femminile ad eseguire ciò da Kein Wort del 2020 di Juju e Loredana.

## Classifiche
| Classifica (2021) | Posizione massima |
| ----------------- | ----------------- |
| Austria           | 18                |
| Germania          | 1                 |
| Svizzera          | 77                |